# Dubîna, Romnî
Dubîna (în ucraineană Дубина) este un sat în comuna Homînți din raionul Romnî, regiunea Sumî, Ucraina.

## Demografie
Componența lingvistică a localității Dubîna
     Ucraineană (98,84%)
     Rusă (1,16%)
Conform recensământului din 2001, majoritatea populației localității Dubîna era vorbitoare de ucraineană (98,84%), existând în minoritate și vorbitori de rusă (1,16%).